# Фокс-Крік
Фокс-Крік (англ. Fox Creek) — містечко в Канаді, у провінції Альберта, у складі муніципального району Ґрінв'ю № 16.

## Населення
За даними перепису 2016 року, містечко нараховувало 1971 особу, показавши зростання на 0,1%, порівняно з 2011-м роком. Середня густина населення становила 159,4 осіб/км².
З офіційних мов обидвома одночасно володіли 60 жителів, тільки англійською — 1 910, а 5 — жодною з них. Усього 130 осіб вважали рідною мовою не одну з офіційних.
Працездатне населення становило 1 205 осіб (78% усього населення), рівень безробіття — 9,1% (8,9% серед чоловіків та 9,4% серед жінок). 89,6% осіб були найманими працівниками, а 9,5% — самозайнятими.
Середній дохід на особу становив $71 288 (медіана $55 040), при цьому для чоловіків — $93 953, а для жінок $41 265 (медіани — $86 187 та $31 616 відповідно).
34,3% мешканців мали закінчену шкільну освіту, не мали закінченої шкільної освіти — 23,6%, 42,1% мали післяшкільну освіту, з яких 11,5% мали диплом бакалавра, або вищий.
| Статево-вікова структура населення | Статево-вікова структура населення | Статево-вікова структура населення | Статево-вікова структура населення | Статево-вікова структура населення |
| ---------------------------------- | ---------------------------------- | ---------------------------------- | ---------------------------------- | ---------------------------------- |
|                                    |                                    |                                    |                                    |                                    |
| Всього                             | Всього                             | 54,6%45,4%                         |                                    |                                    |
| 0 — 14 років                       | 0 — 14 років                       |                                    | 20,6%                              | 20,6%                              |
| 15 — 64 років                      | 15 — 64 років                      |                                    | 73,4%                              | 73,4%                              |
| 65 і більше                        | 65 і більше                        |                                    | 6,1%                               | 6,1%                               |
| 85 і більше                        | 85 і більше                        |                                    | 0,3%                               | 0,3%                               |
| Середній вік (років)               | Середній вік (років)               | 36,134,5                           | 35,4                               | 35,4                               |
| Медіана (років)                    | Медіана (років)                    | 36,534,2                           | 35,4                               | 35,4                               |
| — чоловіки — жінки                 |                                    |                                    |                                    |                                    |

| Походження мешканців:     | Походження мешканців:     | Походження мешканців: | Походження мешканців: | Походження мешканців: |
| ------------------------- | ------------------------- | --------------------- | --------------------- | --------------------- |
| Походження                |                           |                       | осіб                  | %                     |
| Корінні американці        | Корінні американці        |                       | 175                   | 8.88%                 |
| Інше північноамериканське | Інше північноамериканське |                       | 780                   | 39.57%                |
| Європейське               | Європейське               |                       | 1 475                 | 74.84%                |
| британське                | британське                |                       | 1 085                 | 55.05%                |
| французьке                | французьке                |                       | 245                   | 12.43%                |
| українське                | українське                |                       | 215                   | 10.91%                |
| Африканське               | Африканське               |                       | 10                    | 0.51%                 |
| Азійське                  | Азійське                  |                       | 95                    | 4.82%                 |

| Зайнятість населення за галузями (за класифікацією NOC): | Зайнятість населення за галузями (за класифікацією NOC): | Зайнятість населення за галузями (за класифікацією NOC): | Зайнятість населення за галузями (за класифікацією NOC): | Зайнятість населення за галузями (за класифікацією NOC): |
| -------------------------------------------------------- | -------------------------------------------------------- | -------------------------------------------------------- | -------------------------------------------------------- | -------------------------------------------------------- |
|                                                          |                                                          |                                                          |                                                          |                                                          |
| Управління                                               | Управління                                               |                                                          | 8,8%                                                     | 8,8%                                                     |
| Бізнес, фінанси та адміністрування                       | Бізнес, фінанси та адміністрування                       |                                                          | 13%                                                      | 13%                                                      |
| Природничі та прикладні науки                            | Природничі та прикладні науки                            |                                                          | 7,5%                                                     | 7,5%                                                     |
| Охорона здоров'я                                         | Охорона здоров'я                                         |                                                          | 2,1%                                                     | 2,1%                                                     |
| Освіта, правозахист, муніципальні та урядові служби      | Освіта, правозахист, муніципальні та урядові служби      |                                                          | 3,3%                                                     | 3,3%                                                     |
| Мистецтво, культура, відпочинок та спорт                 | Мистецтво, культура, відпочинок та спорт                 |                                                          | 0,8%                                                     | 0,8%                                                     |
| Роздрібна торгівля та послуги                            | Роздрібна торгівля та послуги                            |                                                          | 19,2%                                                    | 19,2%                                                    |
| Гуртова торгівля, транспорт та обладнання                | Гуртова торгівля, транспорт та обладнання                |                                                          | 22,2%                                                    | 22,2%                                                    |
| Природні ресурси, сільське господарство                  | Природні ресурси, сільське господарство                  |                                                          | 7,5%                                                     | 7,5%                                                     |
| Виробництво                                              | Виробництво                                              |                                                          | 15,5%                                                    | 15,5%                                                    |

## Клімат
Середня річна температура становить 2,7°C, середня максимальна – 20,3°C, а середня мінімальна – -18°C. Середня річна кількість опадів – 541 мм.
| Клімат поселення                              | Клімат поселення | Клімат поселення | Клімат поселення | Клімат поселення | Клімат поселення | Клімат поселення | Клімат поселення | Клімат поселення | Клімат поселення | Клімат поселення | Клімат поселення | Клімат поселення | Клімат поселення |
| Показник                                      | Січ.             | Лют.             | Бер.             | Квіт.            | Трав.            | Черв.            | Лип.             | Серп.            | Вер.             | Жовт.            | Лист.            | Груд.            |                  |
| Середній максимум, °C                         | −4,69            | −1,06            | 3,50             | 10,27            | 15,68            | 19,62            | 20,28            | 19,57            | 14,76            | 9,49             | 0,62             | −4               |                  |
| Середня температура, °C                       | −11,37           | −7,74            | −3,17            | 3,61             | 9,01             | 12,94            | 15,07            | 14,36            | 9,54             | 4,28             | −4,59            | −9,24            |                  |
| Середній мінімум, °C                          | −18,03           | −14,39           | −9,84            | −3,07            | 2,34             | 6,28             | 9,87             | 9,15             | 4,32             | −0,93            | −9,81            | −14,45           |                  |
| Норма опадів, мм                              | 31               | 17               | 14               | 22               | 59               | 95               | 98               | 71               | 56               | 34               | 26               | 18               |                  |
| Середньомісячна швидкість вітру, м/с          | 2.73             | 2.80             | 2.90             | 2.94             | 2.90             | 2.80             | 2.60             | 2.50             | 2.61             | 2.90             | 2.70             | 2.76             |                  |
| Середньомісячна сонячна радіація, кДж/м²·день | 3032             | 6416             | 11605            | 16712            | 20009            | 21528            | 21684            | 18056            | 12068            | 6869             | 3357             | 2246             |                  |
| --------------------------------------------- | ---------------- | ---------------- | ---------------- | ---------------- | ---------------- | ---------------- | ---------------- | ---------------- | ---------------- | ---------------- | ---------------- | ---------------- | ---------------- |
| Джерело:                                      |                  |                  |                  |                  |                  |                  |                  |                  |                  |                  |                  |                  |                  |